# Rezidence Eliška
O Rezidence Eliška é um edifício residencial no distrito de Vysočany, em Praga. Tem 93,6 metros (307 pé)   altura. A construção começou em 2011 e terminou em 2013. Possui 25 andares acima do solo e 2 abaixo do solo. Existem 350 apartamentos dentro do edifício. Projectado pelo arquitecto checo Ivan Sládek, o custo foi de 500 milhões de CZK.